# Vreemde ereprijs
Vreemde ereprijs (Veronica peregrina) is een eenjarige plant die behoort tot de weegbreefamilie (Plantaginaceae).
De soort komt van oorsprong voor in Noord-Amerika en delen van Zuid-Amerika. Vanaf de 18e eeuw heeft de soort zich verspreid over de gematigde gebieden van Europa en Australië.
In Nederland wordt de soort tegenwoordig als "vrij zeldzaam" omschreven.

## Kenmerken
De plant wordt 7 tot 30 cm hoog. De witte tot lichtblauwe bloemen bloeien van april tot in de herfst. De vrucht is een doosvrucht.
Vreemde ereprijs komt voor op open, vochtige en voedselrijke grond. Hij wordt voornamelijk waargenomen in stedelijke gebieden en op tuinbouwbedrijven.